# Десант при Галац
Десант при Галац е операция на Долнодунавския руски отряд за отвличане вниманието на османското командване от мястото на главния десант на руската армия при град Свищов. Провежда се по време на Руско-турската война (1877-1878)

## Оперативна обстановка
В началото на месец юни 1877 г. османските сили в района Галац – Браила в състав от около 4000 офицери и войници са съсредоточени в град Мачин и на полуостров Буджак.
Предвижда се руския десант да се осъществи от 69-ги Рязански пехотен полк и 70-ги Ряжки пехотен полк. Командир на десанта е генерал-майор Даниил Жуков от състава на Долнодунавския руски отряд с командир генерал-лейтенант Аполон Цимерман.

## Бойни действия
На 10 юни първият ешелон от 10 пехотни роти и 4 оръдия дебаркира в североизточния край на Буджак. Първи слизат на българската земя войните с командири поручик Еленер, подпоручик Висилев, прапорщик Сашков и прапорщик Пагожев-Отрашкевич.
Османските сили, които заемат командните височини, получават подкрепление от 3000 офицери и войници, 400 черкези и 2 оръдия. Предприемат две безуспешни контраатаки срещу руските флангове. Отбита е и трета контраатака срещу центъра. След нова руска атака отстъпват към Мачин. Създадено е сигурно предмостие, което е разширено от района на десанта до Браила. Инженерните части с командир генерал-майор Александър Деп незабавно построяват понтонен мост при Браила – село Гичет, по който са прехвърлени на българския бряг силите на Долнодунавския руски отряд.
Руски загуби са 139 убити и ранени офицери и войници. Загубите на противника са неизвестни. Успехът на десанта позволява да се премине към настъпателни действия за освобождаването на Добруджа. Изиграва роля на допълваща операция, осигуряваща успеха на главния десант на Действуващата руска армия при Зимнич – Свищов.